# Liste der Baudenkmäler in Sparneck
Auf dieser Seite sind die Baudenkmäler in dem oberfränkischen Markt Sparneck zusammengestellt. Diese Tabelle ist eine Teilliste der Liste der Baudenkmäler in Bayern. Grundlage ist die Bayerische Denkmalliste, die auf Basis des Bayerischen Denkmalschutzgesetzes vom 1. Oktober 1973 erstmals erstellt wurde und seither durch das Bayerische Landesamt für Denkmalpflege geführt wird. Die folgenden Angaben ersetzen nicht die rechtsverbindliche Auskunft der Denkmalschutzbehörde.

## Baudenkmäler nach Gemeindeteilen

### Sparneck
| Lage                              | Objekt                              | Beschreibung | Akten-Nr.     | Bild                        |
| --------------------------------- | ----------------------------------- | --- | ------------- | --------------------------- |
| Humbertstraße 2 (Standort)        | Wohnhaus                            | Zweigeschossig, mit Halbwalmdach, erste Hälfte 19. Jahrhundert, im Mauerwerk Reste der 1523 zerstörten Burg | D-4-75-174-1  | Wohnhaus                    |
| Marktplatz 1 (Standort)           | Wohnhaus                            | Zweigeschossig, mit Walmdach, Mitte 19. Jahrhundert,Türrahmung, Granit, Ende 18. Jahrhundert | D-4-75-174-2  | Wohnhaus                    |
| Marktplatz 2 (Standort)           | Gasthaus zum Goldenen Adler         | Zweigeschossiges Gebäude mit hohem Halbwalmdach, erste Hälfte 19. Jahrhundert | D-4-75-174-3  | Gasthaus zum Goldenen Adler |
| Marktplatz 4 (Standort)           | Rathaus                             | Zweigeschossiger Walmdachbau mit Dachreiter, bezeichnet „1838“ | D-4-75-174-4  | weitere Bilder              |
| Münchberger Straße 1 (Standort)   | Wohnstallhaus                       | Zweigeschossig, mit Walmdach, bezeichnet „1806“; im Mauerwerk Reste der 1523 zerstörten sparneck'schen Burg | D-4-75-174-5  | Wohnstallhaus               |
| Münchberger Straße 8 (Standort)   | Ehemaliges Feezsches Amtshaus       | Zweigeschossiger Mansarddachbau, 1763, über älterem Kern | D-4-75-174-6  | weitere Bilder              |
| Schloßgasse 1 ()                  | Burgmauer                           | Reste einer Wehrmauer der 1523 gebrandschatzten Burg Sparneck, Granitsteinmauerwerk mit Schießscharten, spätmittelalterlich | D-4-75-174-18 |                             |
| Schloßgasse 1 (Standort)          | Ehemaliges Hartungsches Amtshaus    | Dreigeschossiger Walmdachbau, 1730, im Nebengebäude, sogenanntes Manghaus, Mauerrest der 1523 zerstörten Burg | D-4-75-174-7  | weitere Bilder              |
| Weißdorfer Straße 2 (Standort)    | Wohnstallhaus                       | Zweigeschossig, mit Halbwalmdach, Ende 18. Jahrhundert | D-4-75-174-8  | Wohnstallhaus               |
| Weißenstädter Straße 1 (Standort) | Pfarrhaus                           | Zweigeschossiger Walmdachbau, Mitte 19. Jahrhundert | D-4-75-174-10 | Pfarrhaus                   |
| Weißenstädter Straße 3 (Standort) | Evangelisch-lutherische Pfarrkirche | Ehemalige Karmelitenklosterkirche Sankt Veit, Saalbau mit eingezogenem Chor und Westturm, im Wesentlichen zweite Hälfte 15. Jahrhundert, 1695–98 Verlängerung nach Westen und Turmbau, 1852–61 Turmneubau und Restaurierung in neugotischen Formen, mit Ausstattung | D-4-75-174-11 | weitere Bilder              |

## Ehemalige Baudenkmäler
| Lage                                                  | Objekt           | Beschreibung                         | Akten-Nr.     | Bild             |
| ----------------------------------------------------- | ---------------- | ------------------------------------ | ------------- | ---------------- |
| Sparneck Abteilung Schlöppner Brunnen ()              | Gedenkstein      | Gedenkstein von 1881                 | D-4-75-174-13 | Gedenkstein      |
| Sparneck Abteilung Kälbergraben ()                    | Gedenkstein      | 1883                                 | D-4-75-174-14 |                  |
| Sparneck Zwischen Hohem Stein und Großem Waldstein () | Elf Grenzsteine  | Grenzsteine, einer bezeichnet „1770“ | D-4-75-174-15 | Elf Grenzsteine  |
| Sparneck Am Schindelberg ()                           | Zwei Grenzsteine | Einer bezeichnet „1741“              | D-4-75-174-16 |                  |
| Sparneck Am Nordhang des Kleinen Waldsteins ()        | Acht Grenzsteine | 18. Jahrhundert                      | D-4-75-174-17 | Acht Grenzsteine |

## Abgegangene Baudenkmäler
In diesem Abschnitt sind Objekte aufgeführt, die früher einmal in der Denkmalliste eingetragen waren, jetzt aber nicht mehr existieren, z. B. weil sie abgebrochen wurden. Aktennummern in diesem Abschnitt sind ehemalige, jetzt nicht mehr gültige Aktennummern.

| Lage                                    | Objekt        | Beschreibung | Akten-Nr.    | Bild          |
| --------------------------------------- | ------------- | --- | ------------ | ------------- |
| Sparneck Weißdorfer Straße 7 (Standort) | Wohnstallhaus | Giebelständig, Mauerwerksbau verputzt, zweigeschossig, Krüppelwalmdach mit Schieferdeckung, verzahnte Eckquaderung, geohrte Türrahmung; mit Scheune, Ende 18. Jahrhundert | D-4-75-174-9 | Wohnstallhaus |